# Lee Anne Beaman
Lee Anne Beaman (1973) è un'attrice statunitense.
Ha preso parte ad almeno 14 film di genere erotico, a volte di genere soft porno, tutti vietati ai minori di 18 anni, nel periodo tra il 1991 e il 2000. In tutte le pellicole vi sono scene di nudo integrale e spesso di sesso. Successivamente lavora come personal trainer a Los Angeles.

## Carriera
Lee Anne Beaman debutta nel 1992 in Doppia immagine nel ruolo di Rebecca e già con il secondo nome nei titoli, diretta da Gregory Hippolyte.. Lo stesso regista la conferma in Sins of the Night nel ruolo di Sue Ellen, al primo posto nel cast.
Viene immediatamente notata dal regista Jag Mundhra, che la impegna per il primo di una serie di otto film: L'altra donna nel ruolo di Jessica Matthews.
Quindi lo stesso regista la dirige in Tropical Nights (Notti tropicali), secondo nome (e unica attrice) in manifesto; in Tropical Heat (Una calda notte ai tropici) nel ruolo di Carolyn (terzo nome in manifesto); in Improper Conduct (Condotta indecente) nel ruolo di Kay. 
Poi in Man & Woman, con primo nome nei titoli, e in Tainted Love (titoli alternativi: Un amore rischioso o  Mannequin de choc) nel ruolo di Sara Baldwin. Poi in Shades of Gray (titolo TV: Identikit di un assassino) nel ruolo di una cameriera della stazione di servizio. Infine nel telefilm Irresistible Impulse (Ambizione pericolosa) con secondo nome del cast, nel ruolo di Jeannine Miller.
Viene fatta conoscere al pubblico Italiano da Ninì Grassia, con Cercasi successo disperatamente (Hollywood Dream) nel ruolo di Jessica, con primo piano sulla locandina e secondo nome nei titoli.
Gli ultimi film in carriera sono diretti da altri registi: Paul Thomas (ex attore porno) in The Price of Desire (Il prezzo del desiderio) in una parte minore; Giuseppe Destein in Land of Milk and Honey (Terra di latte e miele) nel ruolo della cameriera; Gary Hudson in Club VR nel ruolo di Alison e, infine, Guy Crawford in Starved (primo nome in locandina) nel ruolo di Monica Andrews.

## Filmografia
- Doppia immagine (Mirror Images), regia di Gregory Dark (1992)
- The Other Woman, regia di Jag Mundhra (1992)
- Sins of the Night, regia di Gregory Dark (1993)
- Una calda notte ai tropici (Tropical Heat), regia di Jag Mundhra (1993)
- Cercasi successo disperatamente, regia di Ninì Grassia (1994)
- Improper Conduct, regia di Jag Mundhra (1994)
- Un amore rischioso (Tainted Love), regia di Jag Mundhra (1995)
- Ambizioni pericolose (Irresistible Impulse), regia di Jag Mundhra (1996)
- Land of Milk and Honey, regia di Joseph Destein (1996)
- Club VR, regia di Gary Hudson (1996)
- Shades of Gray, regia di Jag Mundhra (1997)
- Starved, regia di Guy Crawford e Yvette Hoffman (2000)